# Bactrocera bivittata
Bactrocera bivittata är en tvåvingeart som beskrevs av Lin och Wang 2005. Bactrocera bivittata ingår i släktet Bactrocera och familjen borrflugor. Inga underarter finns listade.